# ČT24
ČT 24, полное название Česká televize 24 — чешский информационный телеканал телекомпании ČT, вещающий круглосуточно в прямом эфире. Это информационный канал, который транслирует в прямом эфире каждый час выпуски новостей об экономике и культуре, а также ток-шоу, тележурналы и иные информационные программы. Телеканал планирует после серии расширений и улучшений мультиплекса DVB-T добавить дополнительные услуги — текстовую информацию, диаграммы, карты, словари и практическую информацию, чтобы помогать зрителям с нарушениями зрения и слуха получать информацию.

## Вещание
Вещание в прямом эфире ведётся через Интернет, а также благодаря спутникам Astra 3A, Astra 1KR и Intelsat 10-02. Также телеканал осуществляет вещание благодаря чешским кабельным провайдерам.